# Organisches Reglement

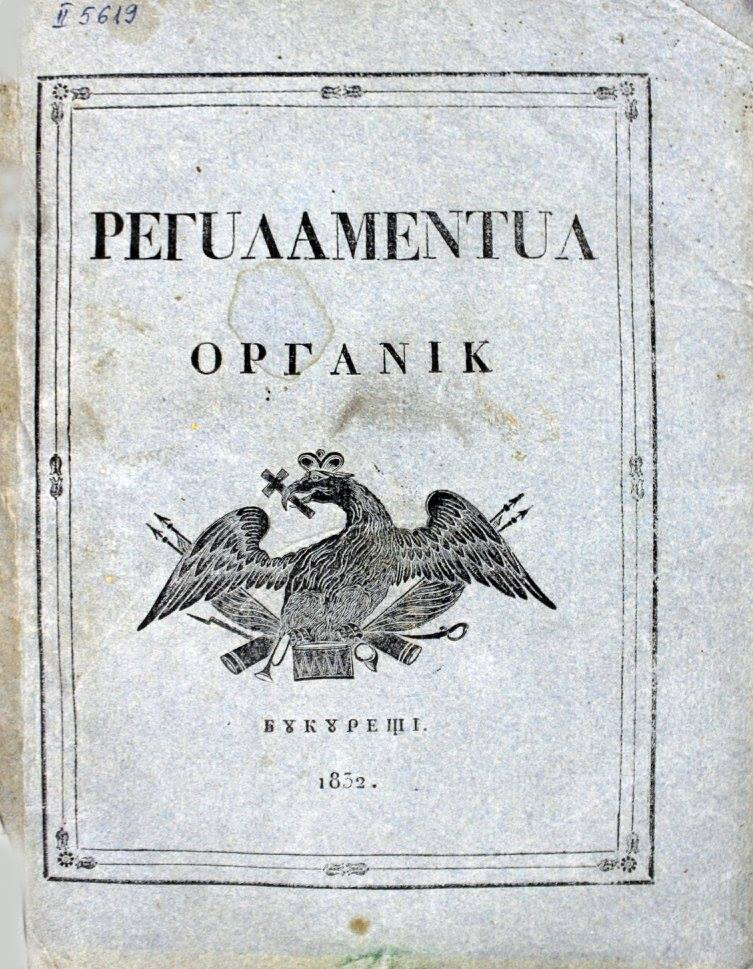
Organisches Reglement, 1832

Das Organische Reglement (rumänisch Regulamentul Organic, russisch Органический регламент Organitscheski reglament) war das erste verfassungsähnliche Gesetzeswerk in den Donaufürstentümern, also in der Walachei und in der Moldau, den Vorläuferstaaten des heutigen Rumänien. Es wurde auf Veranlassung der russischen Besatzungsbehörden 1831/1832 in Kraft gesetzt und blieb bis 1858 gültig.

## Vorgeschichte
Die Donaufürstentümer standen seit mehreren Jahrhunderten unter der Suzeränität des Osmanischen Reiches, wobei sich seit Beginn des 19. Jahrhunderts ein zunehmender Einfluss des Russischen Reiches bemerkbar machte. Die Osmanen setzten aus Istanbul stammende Griechen, sogenannte Phanarioten als Fürsten der Moldau und der Walachei ein. Die Befugnisse dieser Fürsten waren nicht gesetzlich geregelt, praktisch herrschten sie ohne jede Beschränkung und nutzten die grassierende Korruption zur eigenen Bereicherung.
Die Moldau und die Walachei waren im Russisch-Türkischen Krieg (1828–1829) von Russland besetzt worden, was der Vertrag von Adrianopel (1829) bestätigte.

## Entstehung

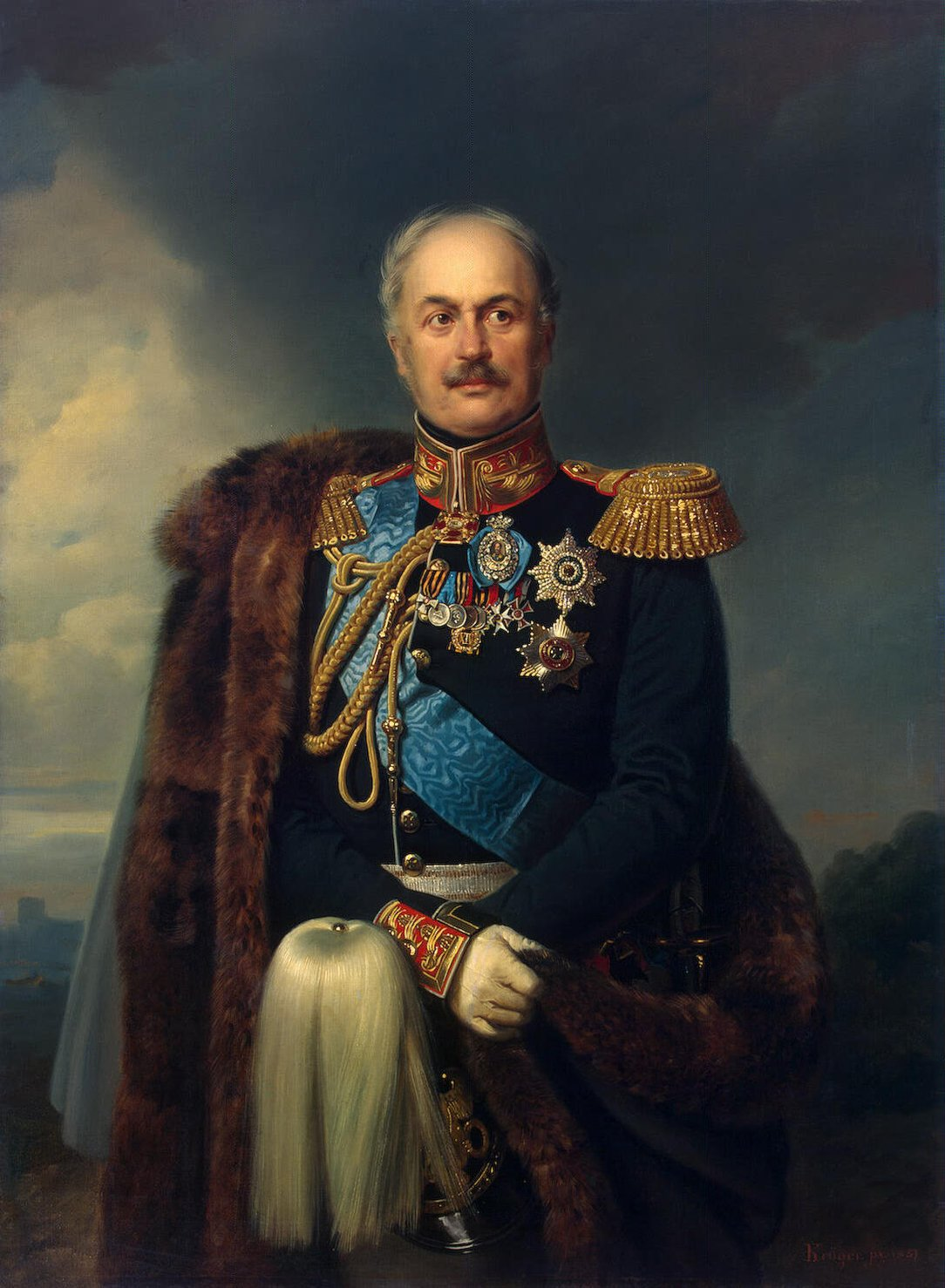
Pawel Dmitrijewitsch Kisseljow

Die russische Besatzungsmacht, die zunächst von General Seltuschin repräsentiert wurde, berief 1829 eine Kommission aus Großgrundbesitzern (Bojaren) ein, die unter russischer Aufsicht ein verfassungsähnliches Gesetz ausarbeiten sollte.
Jeweils vier Bojaren aus der Walachei und der Moldau bildeten dieses erstmals am 19. April in Bukarest tagende Gremium, dem der russische Konsul vorsaß. Seltuschin wurde nach einigen Monaten vom liberal orientierten General Pawel Dmitrijewitsch Kisseljow abgelöst, der seine fortschrittlichen Ideen in die Verhandlungen einzubringen suchte und sie teilweise auch auf dem Verordnungsweg durchsetzte.
Die Arbeiten der Kommission waren im April 1830 abgeschlossen, wurden von der zaristischen Regierung in Sankt Petersburg mit geringfügigen Änderungen genehmigt und anschließend den Bojarenversammlungen in Bukarest (Hauptstadt der Walachei) und Iași (Hauptstadt der Moldau) zugeleitet. Dort berieten in außerordentlichen Versammlungen erneut Bojaren über die Vorlage. Sie wurde in der Walachei im Juli 1831 und in der Moldau im Januar 1832 rechtsgültig beschlossen.
Das Osmanische Reich erkannte am 29. Januar 1834 das Organische Reglement als gültig an. Im Gegenzug beendete Russland seine Besetzung der Donaufürstentümer, behielt über seine Konsuln jedoch erheblichen Einfluss. Formell wurde das Osmanische Reich wieder der Suzerän der Moldau und der Walachei.

## Inhalt

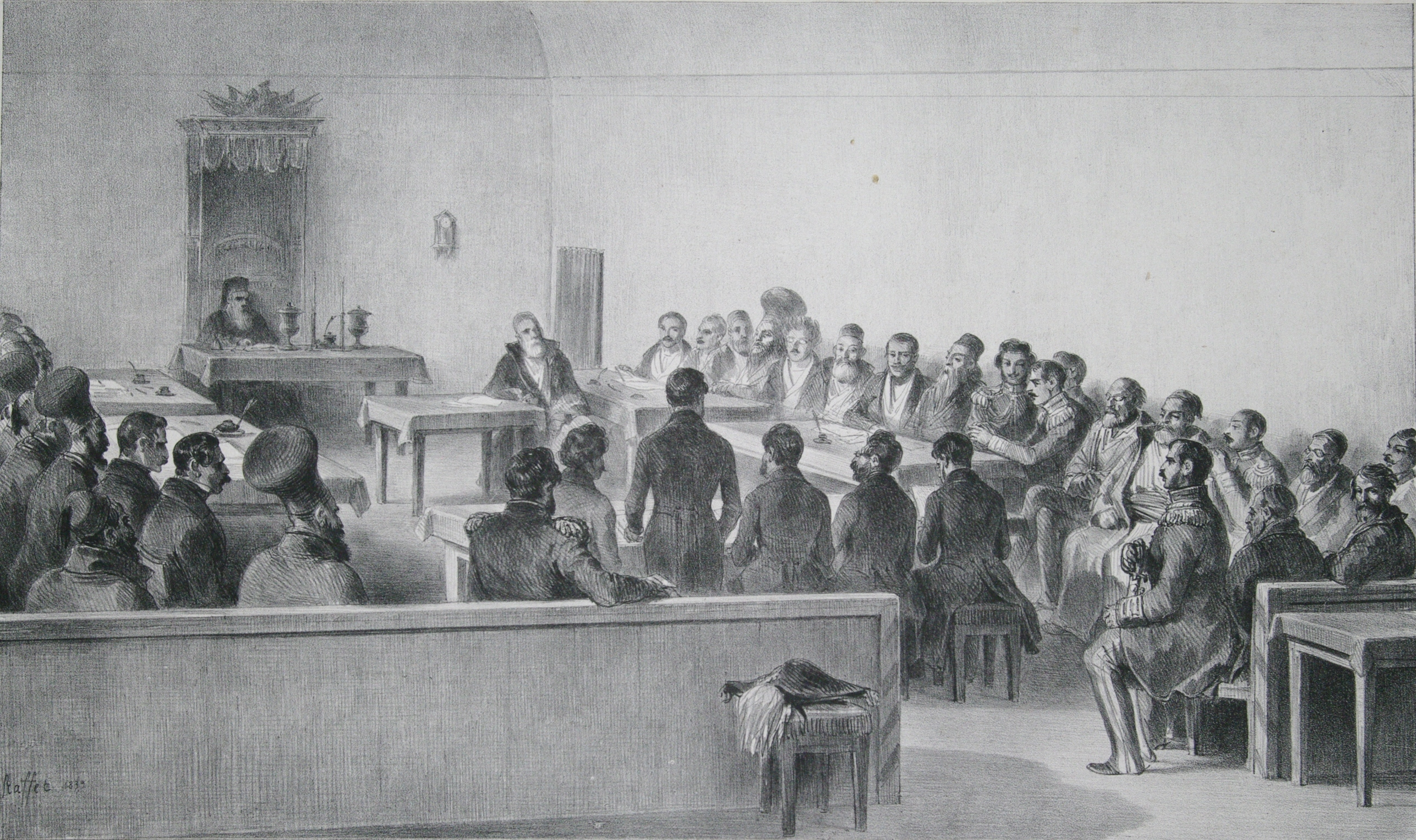
Bojarenversammlung der Walachei, 1837

Im Organischen Reglement wurden erstmals Aufgaben der Verwaltung, der Justiz und des Militärs definiert.
Es bestimmte, dass die gesetzgebende Gewalt von einer Versammlung („Diwan“) ausgeübt wird, welche von den Bojaren dominiert wurde, in dem auch einige kirchliche Würdenträger saßen, das bürgerliche Element jedoch völlig fehlte. Die Abgeordneten wurden für fünf Jahre gewählt.
Das Reglement legte die Zusammensetzung der Diwane (35 Mitglieder in der Moldau, 43 in der Walachei) sowie das aktive (ab 25 Jahren) und das passive (ab 30 Jahren) Wahlrecht fest. Zur Wahl waren nur Bojaren zugelassen.
Die Versammlung tagte periodisch (jährlich) und besaß Kompetenzen bei der Genehmigung von Haushaltsentwürfen und Steuern. Sie konnte vom Fürsten nicht aufgelöst werden.
Die ausführende Gewalt lag bei Fürsten, die von einem außerordentlichen Diwan auf Lebenszeit gewählt wurden. Diesem gehörten neben den zahlenmäßig dominierenden Bojaren auch Vertreter der orthodoxen Kirche und der Städte an. In der Moldau hatte diese Versammlung 132, in der Walachei 192 Mitglieder.
Die Wahl des Fürsten musste von Russland bestätigt werden. Der Fürst konnte Beschlüsse der gesetzgebenden Versammlung ohne Angabe von Gründen zurückweisen. Er hatte damit ein absolutes Vetorecht, konnte jedoch nicht mehr nach eigenem Ermessen Gesetze erlassen. In Streitfällen konnten sowohl Fürst als auch die Landesversammlung den russischen Konsul als Schiedsrichter anrufen, was diesem erheblichen Einfluss verschaffte. Auch andere Bestimmungen des Reglements ermöglichten dem Zarenreich vielfältige Interventionsmöglichkeiten. Diese Bestimmungen blieben auch dann noch wirksam, als nach dem Abzug der russischen Truppen die Donaufürstentümer wieder unter osmanische Oberhoheit gelangten. Die Moldau und die Walachei waren damit für mehrere Jahrzehnte gleichzeitig sowohl vom russischen Zaren als auch vom osmanischen Sultan abhängig, wobei der Einfluss des letzteren deutlich geringer war.
Die bisherige Feudalordnung wurde beibehalten. Die Bojaren wurden offiziell zu Landbesitzern erklärt, das bisher den Bauern zur Verfügung stehende Land reduziert, die Fronarbeit erhöht. Die Bauern erhielten formell die Erlaubnis, den Feudalherren zu wechseln; die Folter wurde abgeschafft. Praktisch waren mit einem Wechsel der Herrschaft durch den Bauern nahezu unerfüllbare Bedingungen verbunden. Bürgerliche Rechte blieben den Bauern weitgehend vorenthalten.
Das Reglement legte fest, dass die traditionell privilegierten Schichten (Bojaren, Priester, Mönche, Beamte) keinerlei Steuern zu zahlen hatten.
Der Gesetzestext ermöglichte Anfänge einer Selbstverwaltung auf Gemeindeebene, was jedoch zunächst vorwiegend die größeren Städte betraf. Die reicheren Bürger waren berechtigt, einen Stadtrat zu wählen, der Steuern erheben und über Ausgaben entscheiden konnte. Auch die Verwaltungsorgane erhielten gesicherte Finanzierungsquellen, die dazu dienten, unter anderem Krankenhäuser, Schulen und Wasserleitungen zu finanzieren und eine „Armenkasse“ einzurichten.
Die Zollschranken innerhalb der Fürstentümer und zwischen diesen wurden beseitigt, was den Handel erleichtern sollte.
Die Gerichtsbarkeit war von nun an von der Verwaltung getrennt. Das Rechtssystem wurde mehrstufig organisiert, Gerichtsverhandlungen mussten öffentlich abgehalten werden. Ein Inhaftierter musste innerhalb von 24 Stunden einem Haftrichter vorgeführt werden; er hatte außerdem Anspruch auf einen Verteidiger. Das Verhängen von Vorbeugehaft wurde erschwert. Die Gerichtsurteile bedurften der Bestätigung des Fürsten.
Das Recht der Fürsten, Bojaren und Klöster, Roma in einem sklavenähnlichen Zustand zu halten, wurde durch das Organische Reglement nicht angetastet. Allerdings wurde ein Fonds geschaffen, der es ermöglichen sollte, die den Fürsten gehörenden, wandernden Roma (auch zwangsweise) sesshaft zu machen.
Das Organische Reglement enthielt ablehnende Ansichten über die starke jüdische Minderheit. Diese würden sich am übrigen Volk bereichern; ihre weitere Einwanderung sei zu verhindern. Das Reglement lieferte die rechtliche Grundlage für willkürliche Ausweisungen. Juden wurden als einheitliche Gruppe definiert, die über keine zivilen oder politischen Rechte verfügte und der der Besitz oder das Pachten von Land verboten war. Christliche Ausländer hatten dagegen die Möglichkeit, die Staatsbürgerschaft des jeweiligen Fürstentums zu erwerben.
Darüber hinaus enthielt das Organische Reglement Elemente eines „Landesentwicklungsplanes“.

## Folgen und Wertung
Mit dem Organischen Reglement machten die Donaufürstentümer erstmals Erfahrung mit dem Parlamentarismus.
Es wurden Grundlagen für eine einheitliche, nach westlich-liberalen Vorbildern konzipierte Verwaltung geschaffen und die Fürstentümer in die regionalen wirtschaftlichen Abläufe eingebunden. Dies erleichterte insbesondere die Entwicklung der Städte, in denen sich Selbstverwaltungsorgane bilden konnten. Dagegen festigte sich die wirtschaftliche Abhängigkeit der Bauern von den Großgrundbesitzern (Bojaren und orthodoxe Klöster), so dass für die Landbevölkerung, die die große Mehrheit der Einwohnerzahl stellte, keinerlei Verbesserung eintrat. Der Bojarenstand konnte sich wirtschaftlich und politisch stabilisieren, wohingegen die Ausbeutung der Bauern gegenüber dem vorherigen Zustand eher noch zunahm. Auch deshalb wanderten zahlreiche Bauern aus den Donaufürstentümern aus, vor allem nach Serbien und ins heutige Bulgarien.
In der alltäglichen Praxis erlangte die festgelegte Gewaltenteilung nur zögernd Wirksamkeit. Von Seiten liberaler walachischer und moldauischer Kräfte wurden die Festlegungen zur Gewaltenteilung als unzureichend angesehen; insbesondere störten sie sich an der nach wie vor dominierenden Stellung des Fürsten. Eine weitergehende Beschneidung der Macht des Herrschers war unter den gegebenen gesellschaftlichen Umständen jedoch wenig realistisch. Selbst die bescheidenen rechtsstaatlichen Ansätze waren schwierig umzusetzen, weil die soziokulturellen Voraussetzungen unzureichend gegeben waren. Insbesondere der Klasse der Bojaren fehlte das Verständnis für die Prinzipien der Gewaltenteilung. Insgesamt war das Gesetzeswerk für das Osteuropa der damaligen Zeit sehr liberal, barg jedoch auch die Grundlagen einer komplizierten, zentralistisch-bürokratischen Verwaltung.
Durch die Schaffung einer organisierten Polizei ging die Zahl der besonders von Ausländern verübten Straftaten deutlich zurück.
Das Organische Reglement vermochte es, die bisher weitgehend unorganisierten Finanzsysteme beider Fürstentümer zu ordnen und schuf somit die Voraussetzungen für eine einheitliche nationale Währung und für den Geld- und Warenverkehr. Es erleichterte durch die Errichtung einer Freihandelszone letztlich die Vereinigung der beiden Donaufürstentümer, die in einem schrittweisen Prozess um 1860 erfolgte. Die christlich-orthodoxen ethnischen Rumänen erhielten im jeweils anderen Fürstentum die gleichen Rechte wie die Einheimischen.
Die Tatsache, dass das Organische Reglement von der russischen Besatzungsmacht veranlasst worden war und diese auch in den nächsten Jahrzehnten mehrfach offen und verdeckt in den Donaufürstentümern intervenierte, führte zu einer verbreiteten Ablehnung sowohl des russischen Einflusses als auch des Gesetzeswerkes selbst.

## Weitere Entwicklungen

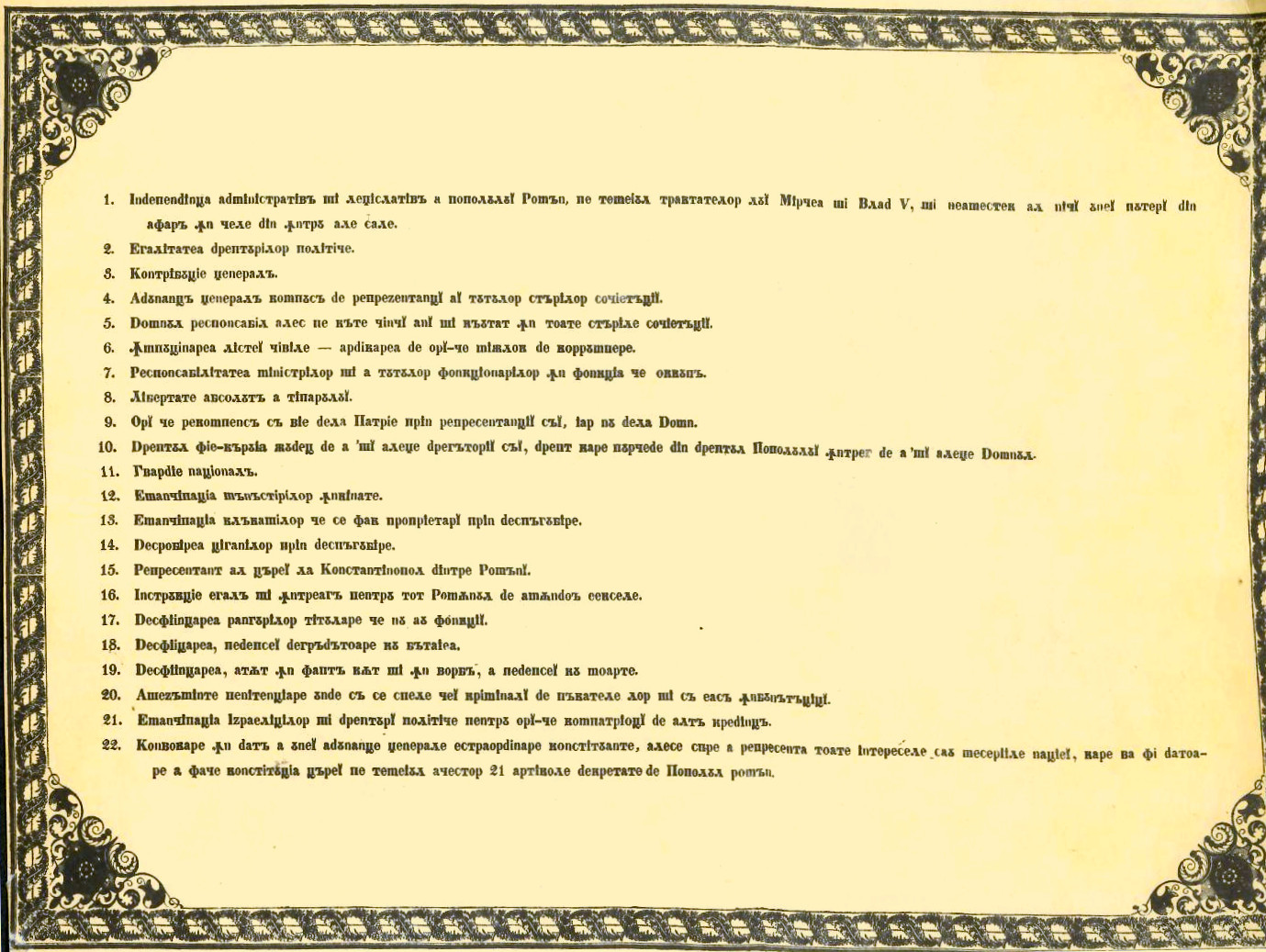
Proklamation von Islaz, 1848

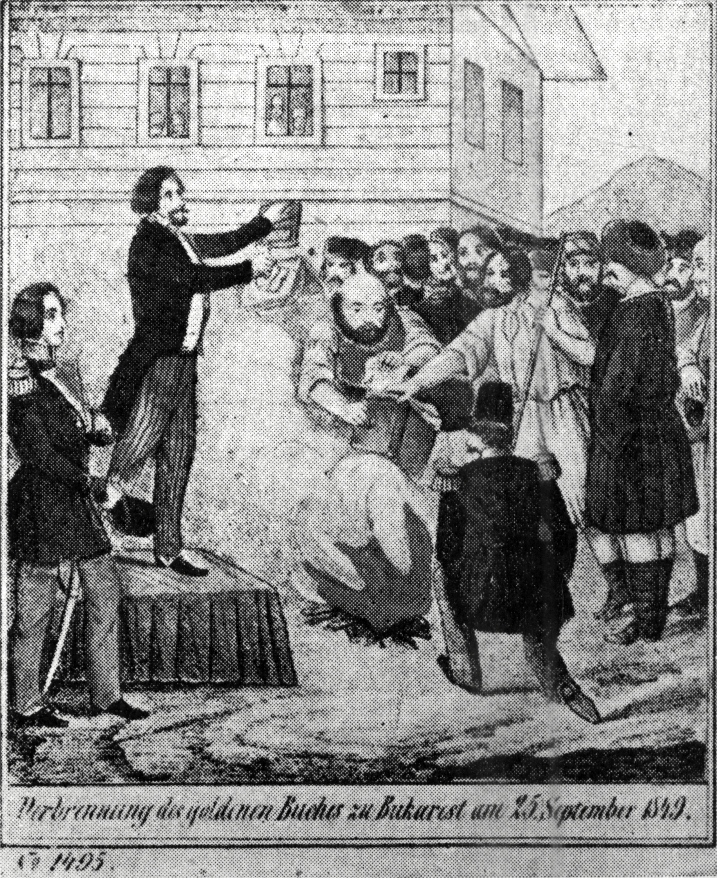
Verbrennung des Organischen Reglements 1849 in Bukarest

Nachdem sich das Organische Reglement und die russische Schutzmacht unter den liberalen Schichten der Fürstentümer zunächst einiger Beliebtheit erfreuten, wurde es wegen der wiederholten Einflussnahme Russlands zunehmend kritischer gesehen. Die staatstragenden Kräfte in der Moldau und der Walachei fürchteten eine direkte Annexion durch das Zarenreich. Auch innenpolitisch wurde das Reglement zunehmend als Hemmnis für den Fortschritt betrachtet.
Während der Revolution in der Walachei 1848 wurde das Organische Reglement von den Aufständischen für unwirksam erklärt, ein Originalexemplar auf einer Demonstration aus Protest gegen die russische Einflussnahme 1849 sogar öffentlich verbrannt. Dies geschah, nachdem der Revolutionsrat der Walachei am 9. Juni 1848 in Islaz die sogenannte Proklamation von Islaz verabschiedet hatte. Darin wurden eine fundamentale Umgestaltung der Gesellschaft, ein allgemeines Wahlrecht, die Säkularisation von Kirchenbesitz, die Abschaffung der Sklaverei sowie eine grundlegende Landreform gefordert. Russische und osmanische Truppen schlugen die Erhebung jedoch nieder und setzten das Reglement wieder in Kraft. Gleichzeitig wurden jedoch durch eine Zusatzverordnung die Diwane aufgelöst erklärt.
Nach dem Krimkrieg wurde im Frieden von Paris (1856) und in einer Botschafterkonferenz in Bukarest 1857 ein Klassenwahlrecht erlassen, das auch Bauern erstmals die Teilnahme an Wahlen ermöglichte.
Das Gesetzeswerk blieb bis zur Pariser Konvention von 1858 gültig, als die europäischen Großmächte die Schaffung eines vereinigten Staates Rumänien aus den beiden Donaufürstentümern beschlossen. Das Land gab sich 1866, als Fürst Carol I. inthronisiert wurde, eine neue Verfassung.